# 見島分屯基地
座標: 北緯34度45分44秒 東経131度09分04秒 / 北緯34.762348度 東経131.151196度

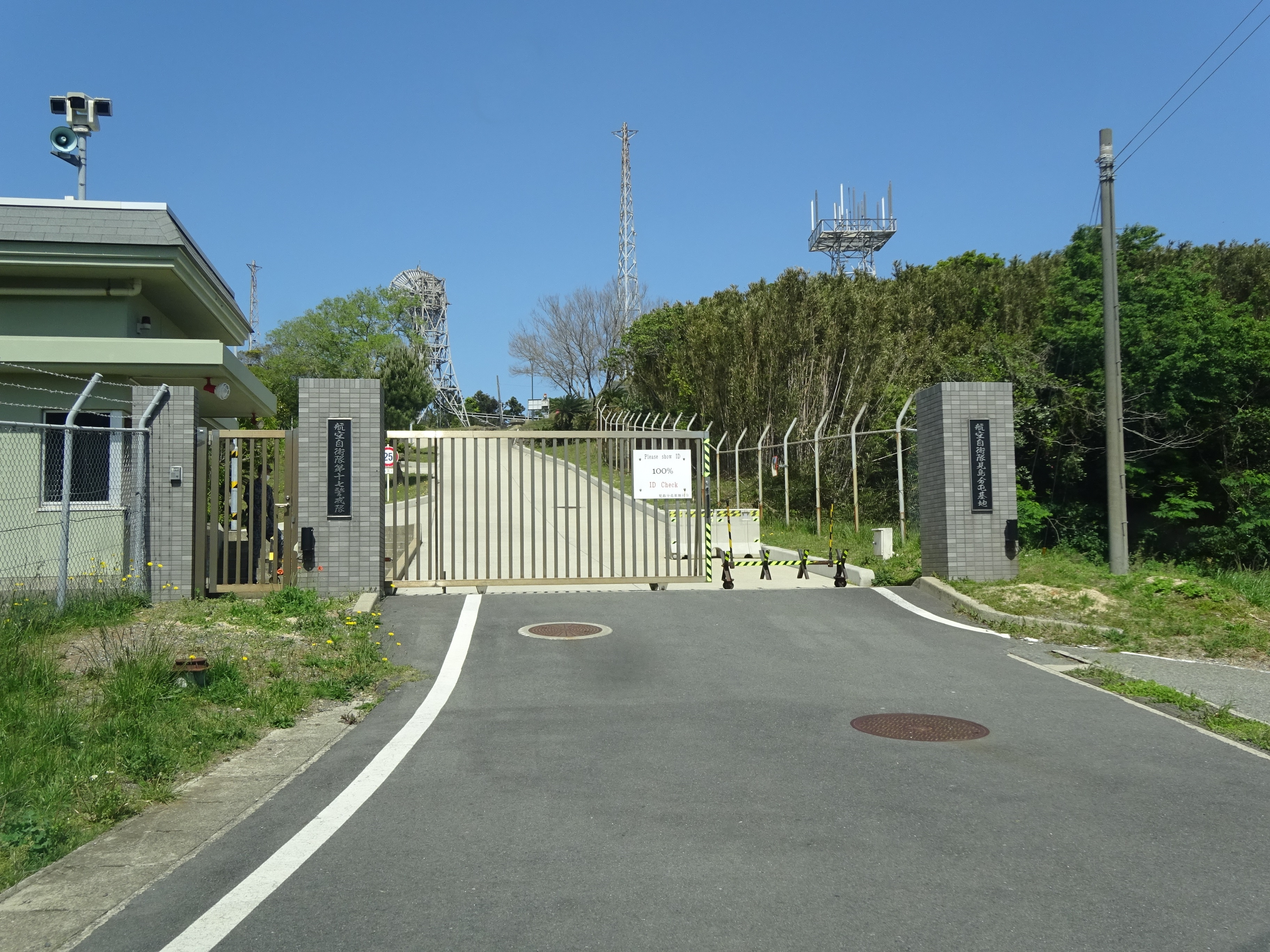
見島分屯基地正門

見島分屯基地（みしまぶんとんきち、JASDF Mishima Sub Base）とは、山口県萩市見島1518-1に所在し、第17警戒隊が配置されている航空自衛隊春日基地の分屯基地である。
分屯基地司令は、第17警戒隊長が兼務。

## 配置部隊

### 西部航空方面隊隷下
- （西部航空警戒管制団）
  - 第17警戒隊

## 航空保安無線施設
| 局名 | 種類  | 周波数    | 識別信号 |
| ---- | ----- | --------- | -------- |
| 見島 | TACAN | 1004.0MHz | MIT      |